# Septoria ceratoniae
Septoria ceratoniae är en svampart som beskrevs av Pass. . Septoria ceratoniae ingår i släktet Septoria och familjen Mycosphaerellaceae.   Inga underarter finns listade i Catalogue of Life.